# Saša Lukić
Saša Lukić (in serbo Cаша Лукић?; Šabac, 13 agosto 1996) è un calciatore serbo, centrocampista del Fulham e della nazionale serba.

## Caratteristiche tecniche
È un centrocampista centrale dotato di discreta tecnica e resistenza.

## Carriera

### Club

#### Inizi e Partizan
Ha giocato nella massima serie serba con il Partizan (27 presenze e 2 reti) dopo una prima stagione in prestito al Teleoptik, squadra di proprietà del Partizan che milita nella serie cadetta.

#### Torino e prestito al Levante
Nell'estate del 2016 viene ceduto al Torino per 1,7 milioni di euro. Il 17 ottobre 2016 esordisce in Serie A nella partita vinta dal Torino contro il Palermo, sostituendo, durante il secondo tempo, il compagno Mirko Valdifiori. Nell'agosto del 2017, dopo aver svolto la preparazione estiva con i granata, viene ceduto in prestito al Levante. Nella sua stagione in maglia rossoblu mette a referto 16 presenze in Liga e 2 in Coppa del Re, senza però andare mai a segno. A fine stagione fa ritorno al Torino, agli ordini di Walter Mazzarri.

#### Ritorno al Torino
Nella stagione 2018-2019 viene impiegato con maggiore frequenza rispetto alle precedenti. Il 3 maggio 2019, in occasione dell'anticipo della 35ª giornata di campionato, segna il suo primo gol in maglia granata nel derby con la Juventus allo Stadium, rete che vale il momentaneo 0-1 (l'incontro terminerà poi 1-1).
Nella stagione 2020-2021, a seguito di una stagione da titolare nella posizione di mezz'ala, il nuovo allenatore granata Marco Giampaolo lo impiega come centrocampista offensivo a ridosso delle punte, con buoni risultati dal punto di vista realizzativo: segna in tre incontri consecutivi, cifra record per un giocatore straniero del Torino.
Il 23 aprile 2022, Lukic mette a segno la sua prima doppietta in carriera, firmando entrambe le reti del successo sullo Spezia per 2-1. Nella stagione successiva viene nominato capitano ma, a seguito di alcuni dissidi con la società, perde la fascia in favore del suo compagno di squadra Ricardo Rodríguez.

#### Fulham
Dopo 168 presenze condite da 14 reti con i granata, il 31 gennaio 2023 Lukić viene ceduto a titolo definitivo al Fulham, in Premier League, con cui firma un contratto valido fino al 2027, con un'opzione per un'ulteriore stagione.
Il 16 marzo 2024 realizza il suo primo gol per i cottagers nel derby vinto 3-0 contro il Tottenham.

### Nazionale
Ha giocato nella nazionale serba Under-21.
Esordisce con la nazionale maggiore il 7 settembre 2018 contro la Lituania, sfida valevole per il primo turno della UEFA Nations League.
L'11 novembre 2021 realizza la sua prima rete con la Serbia in occasione del successo per 4-0 in amichevole contro il Qatar.
Nel novembre del 2022, viene incluso dal CT Dragan Stojković nella rosa serba partecipante ai Mondiali di calcio in Qatar.

## Statistiche

### Presenze e reti nei club
Statistiche aggiornate al 28 maggio 2023.
| Stagione         | Squadra          | Campionato       | Campionato | Campionato | Coppe nazionali | Coppe nazionali | Coppe nazionali | Coppe continentali | Coppe continentali | Coppe continentali | Altre coppe | Altre coppe | Altre coppe | Totale | Totale |
| Stagione         | Squadra          | Comp             | Pres       | Reti       | Comp            | Pres            | Reti            | Comp               | Pres               | Reti               | Comp        | Pres        | Reti        | Pres   | Reti   |
| ---------------- | ---------------- | ---------------- | ---------- | ---------- | --------------- | --------------- | --------------- | ------------------ | ------------------ | ------------------ | ----------- | ----------- | ----------- | ------ | ------ |
| 2013-2014        | Teleoptik        | PL               | 23         | 3          | CS              | 0               | 0               | -                  | -                  | -                  | -           | -           | -           | 23     | 3      |
| lug.-dic. 2014   | Teleoptik        | 3L               | 16         | 6          | CS              | 0               | 0               | -                  | -                  | -                  | -           | -           | -           | 16     | 6      |
| Totale Teleoptik | Totale Teleoptik | Totale Teleoptik | 39         | 9          |                 | 0               | 0               |                    | -                  | -                  |             | -           | -           | 39     | 9      |
| gen.-giu. 2015   | Partizan         | SL               | 2          | 0          | CS              | 0               | 0               | UCL+UEL            | 0+0                | 0                  | -           | -           | -           | 2      | 0      |
| 2015-2016        | Partizan         | SL               | 25         | 2          | CS              | 3               | 0               | UCL+UEL            | 1+2                | 0                  | -           | -           | -           | 31     | 2      |
| Totale Partizan  | Totale Partizan  | Totale Partizan  | 27         | 2          |                 | 3               | 0               |                    | 3                  | 0                  |             | -           | -           | 33     | 2      |
| 2016-2017        | Torino           | A                | 14         | 0          | CI              | 1               | 0               | -                  | -                  | -                  | -           | -           | -           | 15     | 0      |
| ago. 2017        | Torino           | A                | 0          | 0          | CI              | 1               | 0               | -                  | -                  | -                  | -           | -           | -           | 1      | 0      |
| ago. 2017-2018   | Levante          | PD               | 16         | 0          | CR              | 2               | 0               | -                  | -                  | -                  | -           | -           | -           | 18     | 0      |
| 2018-2019        | Torino           | A                | 24         | 2          | CI              | 3               | 0               | -                  | -                  | -                  | -           | -           | -           | 27     | 2      |
| 2019-2020        | Torino           | A                | 30         | 1          | CI              | 2               | 0               | UEL                | 4                  | 0                  | -           | -           | -           | 36     | 1      |
| 2020-2021        | Torino           | A                | 32         | 3          | CI              | 2               | 0               | -                  | -                  | -                  | -           | -           | -           | 34     | 3      |
| 2021-2022        | Torino           | A                | 35         | 5          | CI              | 1               | 0               | -                  | -                  | -                  | -           | -           | -           | 36     | 5      |
| 2022-gen.2023    | Torino           | A                | 16         | 2          | CI              | 3               | 1               | -                  | -                  | -                  | -           | -           | -           | 19     | 3      |
| Totale Torino    | Totale Torino    | Totale Torino    | 151        | 13         |                 | 13              | 1               |                    | 4                  | 0                  |             | -           | -           | 168    | 14     |
| gen.giu. 2023    | Fulham           | PL               | 12         | 0          | FACup+CdL       | 1               | 0               | -                  | -                  | -                  | -           | -           | -           | 13     | 0      |
| Totale carriera  | Totale carriera  | Totale carriera  | 245        | 24         |                 | 19              | 1               |                    | 7                  | 0                  |             | -           | -           | 271    | 25     |

### Cronologia presenze e reti in nazionale
| Cronologia completa delle presenze e delle reti in nazionale ― Serbia | Cronologia completa delle presenze e delle reti in nazionale ― Serbia | Cronologia completa delle presenze e delle reti in nazionale ― Serbia | Cronologia completa delle presenze e delle reti in nazionale ― Serbia | Cronologia completa delle presenze e delle reti in nazionale ― Serbia | Cronologia completa delle presenze e delle reti in nazionale ― Serbia | Cronologia completa delle presenze e delle reti in nazionale ― Serbia | Cronologia completa delle presenze e delle reti in nazionale ― Serbia |
| Data                                                                  | Città                                                                 | In casa                                                               | Risultato                                                             | Ospiti                                                                | Competizione                                                          | Reti                                                                  | Note                                                                  |
| --------------------------------------------------------------------- | --------------------------------------------------------------------- | --------------------------------------------------------------------- | --------------------------------------------------------------------- | --------------------------------------------------------------------- | --------------------------------------------------------------------- | --------------------------------------------------------------------- | --------------------------------------------------------------------- |
| 7-9-2018                                                              | Vilnius                                                               | Lituania                                                              | 0 – 1                                                                 | Serbia                                                                | UEFA Nations League 2018-2019 - 1º turno                              | -                                                                     | 82’                                                                   |
| 10-9-2018                                                             | Belgrado                                                              | Serbia                                                                | 2 – 2                                                                 | Romania                                                               | UEFA Nations League 2018-2019 - 1º turno                              | -                                                                     | 71’                                                                   |
| 11-10-2018                                                            | Podgorica                                                             | Montenegro                                                            | 0 – 2                                                                 | Serbia                                                                | UEFA Nations League 2018-2019 - 1º turno                              | -                                                                     | 31’ 72’                                                               |
| 14-10-2018                                                            | Bucarest                                                              | Romania                                                               | 0 – 0                                                                 | Serbia                                                                | UEFA Nations League 2018-2019 - 1º turno                              | -                                                                     |                                                                       |
| 17-11-2018                                                            | Belgrado                                                              | Serbia                                                                | 2 – 1                                                                 | Montenegro                                                            | UEFA Nations League 2018-2019 - 1º turno                              | -                                                                     | 71’                                                                   |
| 20-11-2018                                                            | Belgrado                                                              | Serbia                                                                | 4 – 1                                                                 | Lituania                                                              | UEFA Nations League 2018-2019 - 1º turno                              | -                                                                     | 77’                                                                   |
| 20-3-2019                                                             | Wolfsburg                                                             | Germania                                                              | 1 – 1                                                                 | Serbia                                                                | Amichevole                                                            | -                                                                     | 62’                                                                   |
| 10-6-2019                                                             | Belgrado                                                              | Serbia                                                                | 4 – 1                                                                 | Lituania                                                              | Qual. Euro 2020                                                       | -                                                                     |                                                                       |
| 10-9-2019                                                             | Lussemburgo                                                           | Lussemburgo                                                           | 1 – 3                                                                 | Serbia                                                                | Qual. Euro 2020                                                       | -                                                                     | 61’                                                                   |
| 10-10-2019                                                            | Kruševac                                                              | Serbia                                                                | 1 – 0                                                                 | Paraguay                                                              | Amichevole                                                            | -                                                                     | 46’                                                                   |
| 14-10-2019                                                            | Vilnius                                                               | Lituania                                                              | 1 – 2                                                                 | Serbia                                                                | Qual. Euro 2020                                                       | -                                                                     | 72’                                                                   |
| 14-11-2019                                                            | Belgrado                                                              | Serbia                                                                | 3 – 2                                                                 | Lussemburgo                                                           | Qual. Euro 2020                                                       | -                                                                     | 90+1’                                                                 |
| 8-10-2020                                                             | Oslo                                                                  | Norvegia                                                              | 1 – 2 dts                                                             | Serbia                                                                | Qual. Euro 2020                                                       | -                                                                     | 119’                                                                  |
| 11-10-2020                                                            | Belgrado                                                              | Serbia                                                                | 0 – 1                                                                 | Ungheria                                                              | UEFA Nations League 2020-2021 - 1º turno                              | -                                                                     | 46’ 81’                                                               |
| 14-10-2020                                                            | Istanbul                                                              | Turchia                                                               | 2 – 2                                                                 | Serbia                                                                | UEFA Nations League 2020-2021 - 1º turno                              | -                                                                     |                                                                       |
| 12-11-2020                                                            | Belgrado                                                              | Serbia                                                                | 1 – 1 dts (4 – 5 dtr)                                                 | Scozia                                                                | Qual. Euro 2020                                                       | -                                                                     |                                                                       |
| 15-11-2020                                                            | Budapest                                                              | Ungheria                                                              | 1 – 1                                                                 | Serbia                                                                | UEFA Nations League 2020-2021 - 1º turno                              | -                                                                     | 46’                                                                   |
| 24-3-2021                                                             | Belgrado                                                              | Serbia                                                                | 3 – 2                                                                 | Irlanda                                                               | Qual. Mondiali 2022                                                   | -                                                                     |                                                                       |
| 1-9-2021                                                              | Debrecen                                                              | Qatar                                                                 | 0 – 4                                                                 | Serbia                                                                | Amichevole                                                            | -                                                                     | 56’                                                                   |
| 4-9-2021                                                              | Belgrado                                                              | Serbia                                                                | 4 – 1                                                                 | Lussemburgo                                                           | Qual. Mondiali 2022                                                   | -                                                                     | 70’                                                                   |
| 9-10-2021                                                             | Lussemburgo                                                           | Lussemburgo                                                           | 0 – 1                                                                 | Serbia                                                                | Qual. Mondiali 2022                                                   | -                                                                     | 70’                                                                   |
| 12-10-2021                                                            | Belgrado                                                              | Serbia                                                                | 3 – 1                                                                 | Azerbaigian                                                           | Qual. Mondiali 2022                                                   | -                                                                     |                                                                       |
| 11-11-2021                                                            | Belgrado                                                              | Serbia                                                                | 4 – 0                                                                 | Qatar                                                                 | Amichevole                                                            | 1                                                                     | 46’                                                                   |
| 14-11-2021                                                            | Lisbona                                                               | Portogallo                                                            | 1 – 2                                                                 | Serbia                                                                | Qual. Mondiali 2022                                                   | -                                                                     |                                                                       |
| 24-3-2022                                                             | Budapest                                                              | Ungheria                                                              | 0 – 1                                                                 | Serbia                                                                | Amichevole                                                            | -                                                                     | 46’                                                                   |
| 29-3-2022                                                             | Copenaghen                                                            | Danimarca                                                             | 3 – 0                                                                 | Serbia                                                                | Amichevole                                                            | -                                                                     | 46’                                                                   |
| 2-6-2022                                                              | Belgrado                                                              | Serbia                                                                | 0 – 1                                                                 | Norvegia                                                              | UEFA Nations League 2022-2023 - 1º turno                              | -                                                                     | 69’                                                                   |
| 5-6-2022                                                              | Belgrado                                                              | Serbia                                                                | 4 – 1                                                                 | Slovenia                                                              | UEFA Nations League 2022-2023 - 1º turno                              | -                                                                     | 71’                                                                   |
| 9-6-2022                                                              | Solna                                                                 | Svezia                                                                | 0 – 1                                                                 | Serbia                                                                | UEFA Nations League 2022-2023 - 1º turno                              | -                                                                     | 77’                                                                   |
| 12-6-2022                                                             | Lubiana                                                               | Slovenia                                                              | 2 – 2                                                                 | Serbia                                                                | UEFA Nations League 2022-2023 - 1º turno                              | -                                                                     | 56’                                                                   |
| 24-9-2022                                                             | Belgrado                                                              | Serbia                                                                | 4 – 1                                                                 | Svezia                                                                | UEFA Nations League 2022-2023 - 1º turno                              | 1                                                                     |                                                                       |
| 27-9-2022                                                             | Oslo                                                                  | Norvegia                                                              | 0 – 2                                                                 | Serbia                                                                | UEFA Nations League 2022-2023 - 1º turno                              | -                                                                     |                                                                       |
| 24-11-2022                                                            | Lusail                                                                | Brasile                                                               | 2 – 0                                                                 | Serbia                                                                | Mondiali 2022 - 1º turno                                              | -                                                                     | 64’ 66’                                                               |
| 28-11-2022                                                            | Al Wakrah                                                             | Camerun                                                               | 3 – 3                                                                 | Serbia                                                                | Mondiali 2022 - 1º turno                                              | -                                                                     |                                                                       |
| 2-12-2022                                                             | Doha                                                                  | Serbia                                                                | 2 – 3                                                                 | Svizzera                                                              | Mondiali 2022 - 1º turno                                              | -                                                                     | 90+10’                                                                |
| 24-3-2023                                                             | Belgrado                                                              | Serbia                                                                | 2 – 0                                                                 | Lituania                                                              | Qual. Euro 2024                                                       | -                                                                     | 72’                                                                   |
| 27-3-2023                                                             | Podgorica                                                             | Montenegro                                                            | 0 – 2                                                                 | Serbia                                                                | Qual. Euro 2024                                                       | -                                                                     | 81’                                                                   |
| 20-6-2023                                                             | Razgrad                                                               | Bulgaria                                                              | 1 – 1                                                                 | Serbia                                                                | Qual. Euro 2024                                                       | -                                                                     | 58’                                                                   |
| 14-10-2023                                                            | Budapest                                                              | Ungheria                                                              | 2 – 1                                                                 | Serbia                                                                | Qual. Euro 2024                                                       | -                                                                     | 84’                                                                   |
| 17-10-2023                                                            | Belgrado                                                              | Serbia                                                                | 3 – 1                                                                 | Montenegro                                                            | Qual. Euro 2024                                                       | -                                                                     | 79’                                                                   |
| 15-11-2023                                                            | Lovanio                                                               | Belgio                                                                | 1 – 0                                                                 | Serbia                                                                | Amichevole                                                            | -                                                                     | 46’                                                                   |
| 19-11-2023                                                            | Leskovac                                                              | Serbia                                                                | 2 – 2                                                                 | Bulgaria                                                              | Qual. Euro 2024                                                       | -                                                                     | 51’ 76’                                                               |
| 21-3-2024                                                             | Mosca                                                                 | Russia                                                                | 4 – 0                                                                 | Serbia                                                                | Amichevole                                                            | -                                                                     |                                                                       |
| 25-3-2024                                                             | Larnaca                                                               | Cipro                                                                 | 0 – 1                                                                 | Serbia                                                                | Amichevole                                                            | -                                                                     | 46’                                                                   |
| 4-6-2024                                                              | Vienna                                                                | Austria                                                               | 2 – 1                                                                 | Serbia                                                                | Amichevole                                                            | -                                                                     | 75’                                                                   |
| 8-6-2024                                                              | Solna                                                                 | Svezia                                                                | 0 – 3                                                                 | Serbia                                                                | Amichevole                                                            | -                                                                     | 45+1’ 46’                                                             |
| 16-6-2024                                                             | Gelsenkirchen                                                         | Serbia                                                                | 0 – 1                                                                 | Inghilterra                                                           | Euro 2024 - 1º turno                                                  | -                                                                     | 61’                                                                   |
| 20-6-2024                                                             | Monaco di Baviera                                                     | Slovenia                                                              | 1 – 1                                                                 | Serbia                                                                | Euro 2024 - 1º turno                                                  | -                                                                     | 54’ 64’                                                               |
| 25-6-2024                                                             | Monaco di Baviera                                                     | Danimarca                                                             | 0 – 0                                                                 | Serbia                                                                | Euro 2024 - 1º turno                                                  | -                                                                     | 87’                                                                   |
| 5-9-2024                                                              | Belgrado                                                              | Serbia                                                                | 0 – 0                                                                 | Spagna                                                                | UEFA Nations League 2024-2025 - 1º turno                              | -                                                                     |                                                                       |
| 8-9-2024                                                              | Copenaghen                                                            | Danimarca                                                             | 2 – 0                                                                 | Serbia                                                                | UEFA Nations League 2024-2025 - 1º turno                              | -                                                                     | 69’ 72’                                                               |
| 12-10-2024                                                            | Leskovac                                                              | Serbia                                                                | 2 – 0                                                                 | Svizzera                                                              | UEFA Nations League 2024-2025 - 1º turno                              | -                                                                     | 57’                                                                   |
| 20-3-2025                                                             | Vienna                                                                | Austria                                                               | 1 – 1                                                                 | Serbia                                                                | UEFA Nations League 2024-2025 - Play-off                              | -                                                                     | 81’                                                                   |
| 23-3-2025                                                             | Belgrado                                                              | Serbia                                                                | 2 – 0                                                                 | Austria                                                               | UEFA Nations League 2024-2025 - Play-off                              | -                                                                     | 83’                                                                   |
| 7-6-2025                                                              | Tirana                                                                | Albania                                                               | 0 – 0                                                                 | Serbia                                                                | Qual. Mondiali 2026                                                   | -                                                                     |                                                                       |
| 10-6-2025                                                             | Leskovac                                                              | Serbia                                                                | 3 – 0                                                                 | Andorra                                                               | Qual. Mondiali 2026                                                   | -                                                                     |                                                                       |
| Totale                                                                |                                                                       | Presenze                                                              | 56                                                                    |                                                                       | Reti                                                                  | 2                                                                     |                                                                       |

## Palmarès

### Club

#### Competizioni nazionali
- Campionato serbo: 1

Partizan: 2014-2015
- Coppa di Serbia: 1

Partizan: 2015-2016